# 三田市立広野小学校
三田市立広野小学校（さんだしりつひろのしょうがっこう）は、兵庫県三田市上井沢にある市立の小学校。

## 沿革
- 1958年（昭和33年） - いずれも旧広野村立の 青野小学校、加茂小学校、内神小学校を統合し設立。

## 校区
| 大字       | 範囲 |
| ---------- | ---- |
| 東野上     | 全域 |
| 加茂上     | 全域 |
| 加茂下     | 全域 |
| 宮脇       | 全域 |
| 末野       | 全域 |
| 末西       | 全域 |
| 末東       | 全域 |
| 北浦       | 全域 |
| 下青野     | 全域 |
| 上青野     | 全域 |
| 下井沢     | 全域 |
| 上井沢     | 全域 |
| 広野       | 全域 |
| 広野駅前   | 全域 |
| 広沢       | 全域 |
| 下内神     | 一部 |
| 淡路       | 全域 |
| 中野       | 全域 |
| 大畑       | 一部 |
| 三田緑風台 | 全域 |
| 加茂井     | 全域 |

## 校区が隣接している学校
- 三田市立本庄小学校
- 三田市立母子小学校
- 三田市立小野小学校
- 三田市立志手原小学校
- 三田市立すずかけ台小学校
- 三田市立けやき台小学校
- 三田市立ゆりのき台小学校
- 三田市立学園小学校

この他、北摂三田テクノパークを挟んで、以下の学校の校区も近い。
- 三田市立藍小学校